# Museu de Arte ao Ar Livre de Pedvale

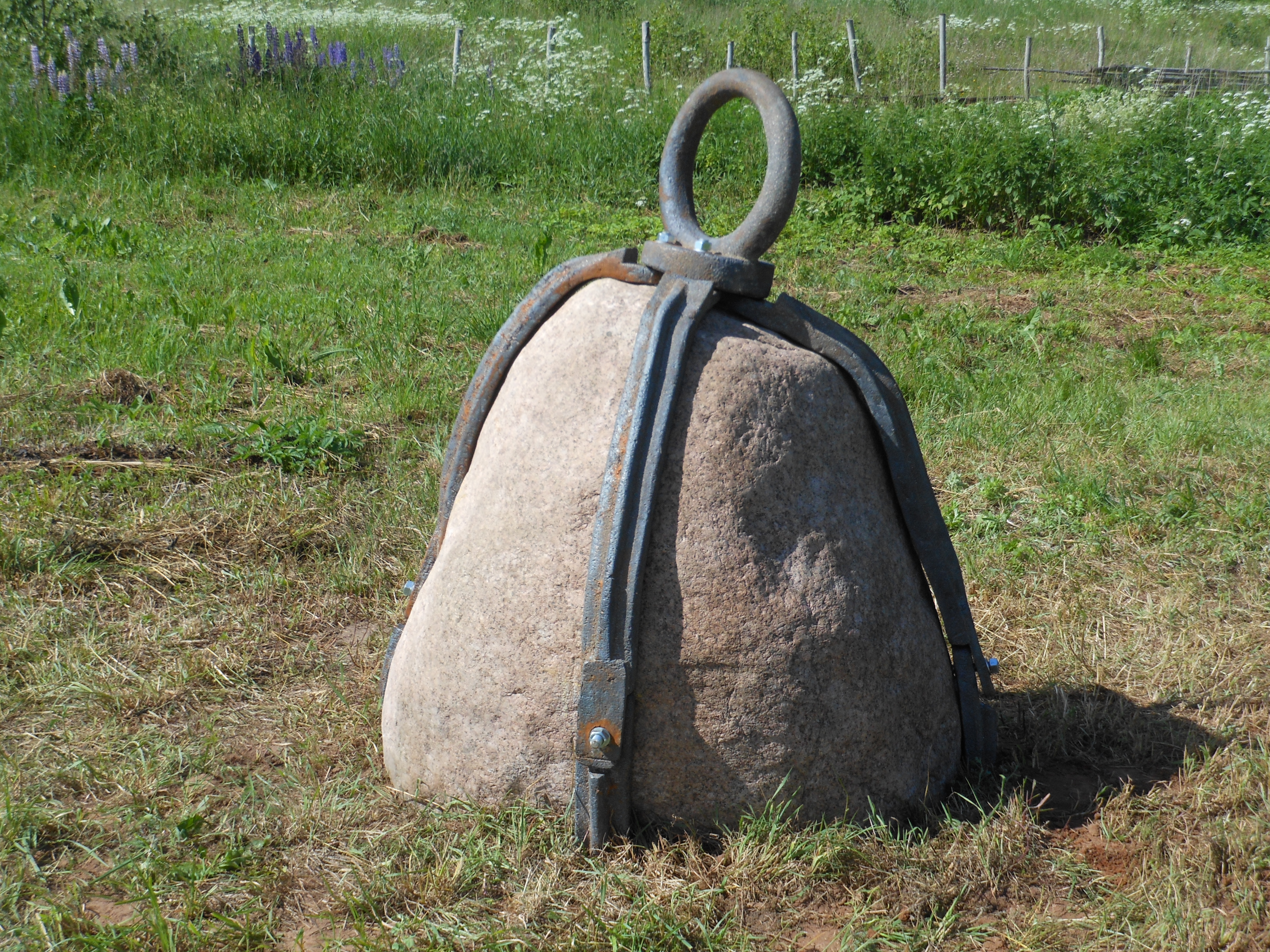
Sekimori Ishi, 2014. Granito e ferro, 155X95X95 centímetros

O Museu de Arte ao Ar Livre de Pedvale encontra-se situado perto de Sabile no município de Talsi, na Letónia.

## História
O museu foi fundado em 1991 por Ojārs Arvids Feldbergs e tem um projeto orientado para a arte ambiental.
O museu tem entre os seus objetivos preservar a paisagem cultural do vale do Rio Abava.

## Arte em Pedvale
O museu tem uma coleção permanente de mais de 150 esculturas ao ar livre realizadas por um grupo internacional de artistas.